# Alina Pätz
Alina Pätz (Urdorf, 8 marzo 1990) è una giocatrice di curling svizzera.

## Biografia
È la sorella minore di Claudio Pätz, anch'egli giocatore di curling di livello internazionale.

## Carriera
In carriera ha vinto sei Mondiali e un Mondiale di doppio misto, quest'ultimo assieme a Sven Michel.

## Palmarès

### Mondiali
- Oro a Lethbridge 2012;
- Oro a Sapporo 2015;
- Oro a Silkeborg 2019;
- Oro a Calgary 2021;
- Oro a Prince George 2022;
- Oro a Sandviken 2023;
- Argento a Sydney 2024;
- Argento a Uijeongbu 2025;

### Mondiali misti
- Oro a St. Paul 2011;
- Argento a Ginevra 2022;

### Europei
- Bronzo a Stavanger 2013;
- Argento a Tallinn 2018;
- Bronzo a Helsingborg 2019;
- Argento a Östersund 2022;
- Oro a Aberdeen 2023;
- Oro a Lohja 2024;

### Campionati europei misti
- Argento a Howwood 2010.